# Moritz Exner

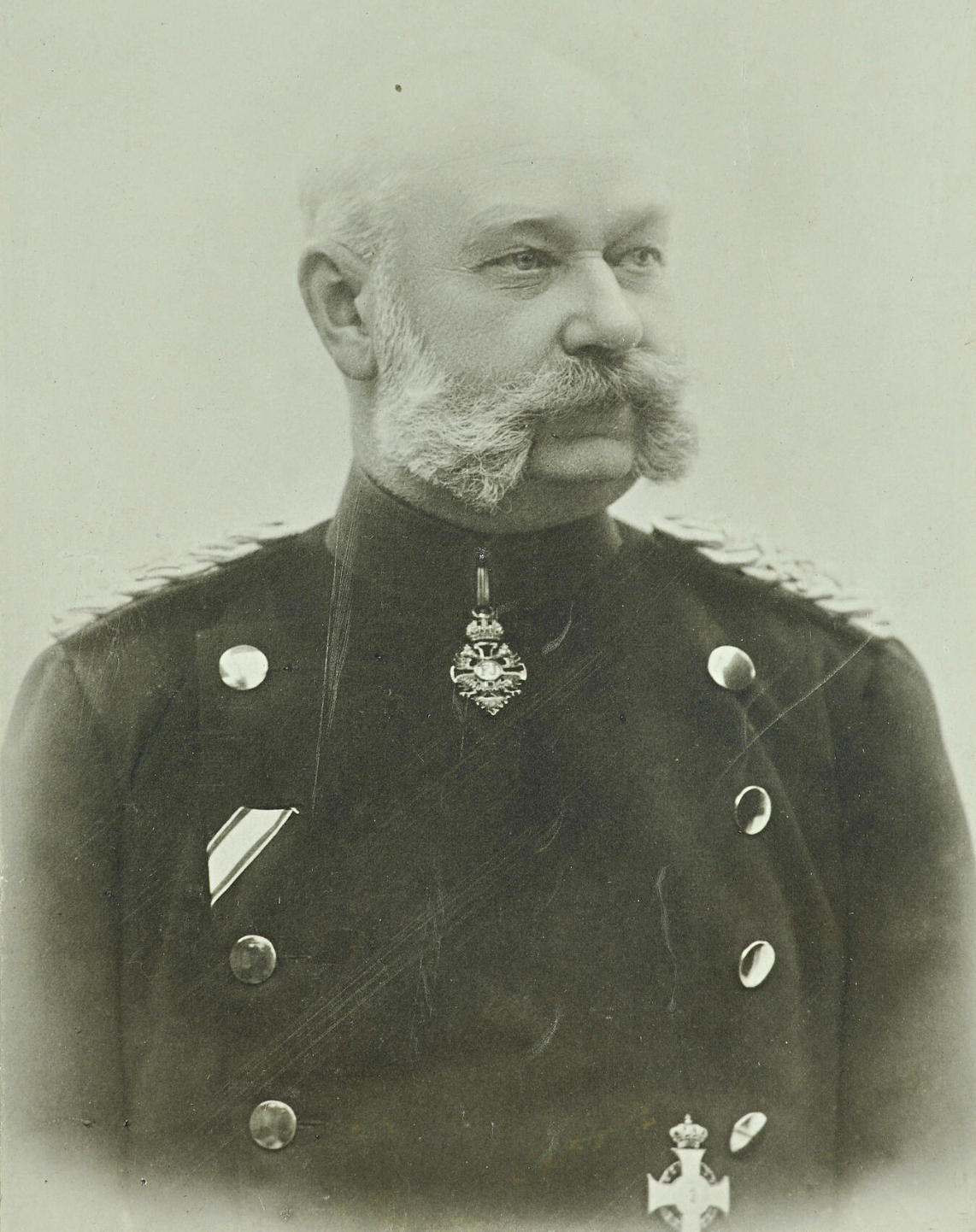
Moritz Exner

Moritz Heinrich Exner (* 3. Oktober 1845 in Zittau; † 16. Februar 1911 in Dresden) war ein sächsischer Oberstleutnant, Militärschriftsteller und langjähriger Vorstand des sächsischen Kriegsarchivs.

## Leben

### Herkunft und Karriere
Exner entstammte einer bürgerlichen Familie aus Sachsen und war Sohn des Zittauer Kaufmanns Christian Heinrich Exner sowie dessen Ehefrau Auguste Gelbke. Er war Bruder des Landgerichtsdirektors Gustav Exner und trat in die Artillerie-Schule der sächsischen Armee ein, wo Adolf von Rabenhorst zu seinen Divisionskameraden gehörte. Nach langjähriger Erziehung wurde er 1865 als Fähnrich dem Feld-Artillerie-Regiment übergeben und avancierte am 6. April 1866 zum Leutnant im Regiment. Nach Teilnahme am Krieg gegen Preußen blieb er nach anschließender Neuorganisation der sächsischen Armee nach preußischem Vorbild im Feldartillerie-Regiment und machte mit diesem den Krieg gegen Frankreich mit. Inmitten des Konflikts wurde er am 9. Dezember 1870 zum Oberleutnant befördert, darauf dem Festung-Artillerie-Regiment zugeteilt und mit dem Ritterkreuz des sächsischen Verdienstorden mit Kriegsdekoration und dem Eisernen Kreuz II. Klasse ausgezeichnet. Dem Regiment, nachfolgend zum Feldartillerie-Regiment Nr. 12 umbenannt, gehörte er die nächsten Jahre an und wurde währenddessen am 20. März 1875 zum Hauptmann und Batteriechef der 7. Batterie befördert. 1881 wechselte er in die Infanterie und wurde als Kompaniechef der 8. Kompanie dem 8. Infanterie-Regiment „Prinz Johann Georg“ Nr. 107 zugeteilt. Nach langjähriger Dienstzeit wurde er unter Genehmigung seines Abschiedsgesuches mit dem Charakter eines Majors ausgezeichnet und als 2. Offizier dem Bezirkskommando des I. Bataillon des 7. Landwehr-Infanterie-Regiment Nr. 107 der Landwehr überführt. Er wirkte die nächsten Jahre als Militärschriftsteller und veröffentlichte zahlreiche Schriften. 1893 wurde er als erster Vorstand in das sächsische Kriegsarchiv berufen und ward bis 1904 in dieser Position, wonach er von Oberstleutnant a. D. Johann Edmund Hottenroth abgelöst wurde.
Im Ruhestand diente er zudem noch als Friedensrichter so u. a. für den IV., V., XI. und XXV. Polizeibezirk in Dresden. Er wurde auf dem Johannisfriedhof in Tolkewitz begraben, wobei der Superintendent Benz eine Trauerrede hielt und der Militärverein „Prinz Friedrich August“ eine Ehrensalve gab.

### Familie
Moritz heiratete am 13. August 1872 in Zittau Doris Rode (1849–1923). Aus der Ehe entstanden zwei Söhne und drei Töchter. Seine Söhne schlugen beide eine militärische Laufbahn ein, wobei Hans Heinrich (* 1873) den Rang eines Majors und Max Heinrich (* 1879) den Rang eines Hauptmanns erreichte.

## Werke
- Die Antheilhahme der Königlich Sächsischen Armee am Feldzuge gegen Oesterreich und die kriegerischen Ereignisse in Sachsen im Jahre 1809. W. Baensch, 1894 (Digitalisat)
- Der Antheil der Königlich Sächsischen Armee am Feldzuge gegen Rußland 1812. Duncker und Humblot, 1896 (Digitalisat)
- Kriegsführung, Heerwesen und vaterländische Kriegsgeschichte. Heinrich, 1903 (Digitalisat)